# Чернявка (приток Вячи)
Черня́вка (бел. Чарня́ўка) — река в Минском районе Минской области Белоруссии. Правый приток реки Вяча.

## Гидрография
Длина реки — 24 км. Площадь водосборного бассейна — 108 км². Уклон реки — 2,6 м/км.
Является правым притоком Вячи, которая, в свою очередь, впадает в Заславское водохранилище. Возле агрогородка Юзуфово и деревни Селюты созданы водохранилища. Русло частично канализовано: 3 км перед деревней Буцевичи, 5 км ниже моста на автодороге Радошковичи — Комсомолец и 0,4 км около деревни Селюты. Водосбор в границах Минской возвышенности.
Вода в реке отличается высокой чистотой.

## География и происхождение названия
Река Чернявка протекает по северу Минского района. Берёт начало от южной окраине деревни Мацки и сливается с рекой Вячей за 1 км до впадения в Заславское водохранилище, южнее агрогородка Сёмково.
Помимо названия Чернявка, местные жители также используют варианты Чернушка и Черница. Однако предполагается, что название реки образовано не от прилагательного «чёрный», а от распространённого в бассейне Западной Двины корня «чер», имеющего значение «река, приток, протока».
По другой версии, река получила такое название, потому что цвет воды в ней напоминает червонное золото.

## Рекреационное использование
Река Чернявка и созданные на ней водохранилища служат местом отдыха и рыбалки. В реке и водохранилищах водятся окунь, щука, плотва, карась. Плата за рыбалку не взимается, однако лов рыбы на дорожку с судов с двигателями и подводная охота запрещены.
В деревне Семково на террасах реки расположен усадебно-парковый комплекс Минского воеводы Адама Хмары, который имеет статус историко-культурной ценности Республики Беларусь.

## Экологическая проблема
У деревни Мацки была обнаружена созданная человеком переправа через реку для автомобильного и гужевого транспорта в виде насыпи в русле из валунов. Такое явление вызвало на реке разделение русла на несколько рукавов, а также запруживание долины реки. Такие явления, а также вытаптывание травы на побережье реки, несанкциониованная вырубка кустарника вдоль русла и замусоривание русла и прибрежной зоны не оказывает особого влияния на русловые процессы на крупных и средних реках, но приобретает иное значение на малой реке. Любая свалка на её берегах может стимулировать аккумуляцию наносов и отмирание русла[уточнить].